# 横田町
横田町（よこたちょう）は、かつて島根県の奥出雲地方にあった町。仁多郡に属した。

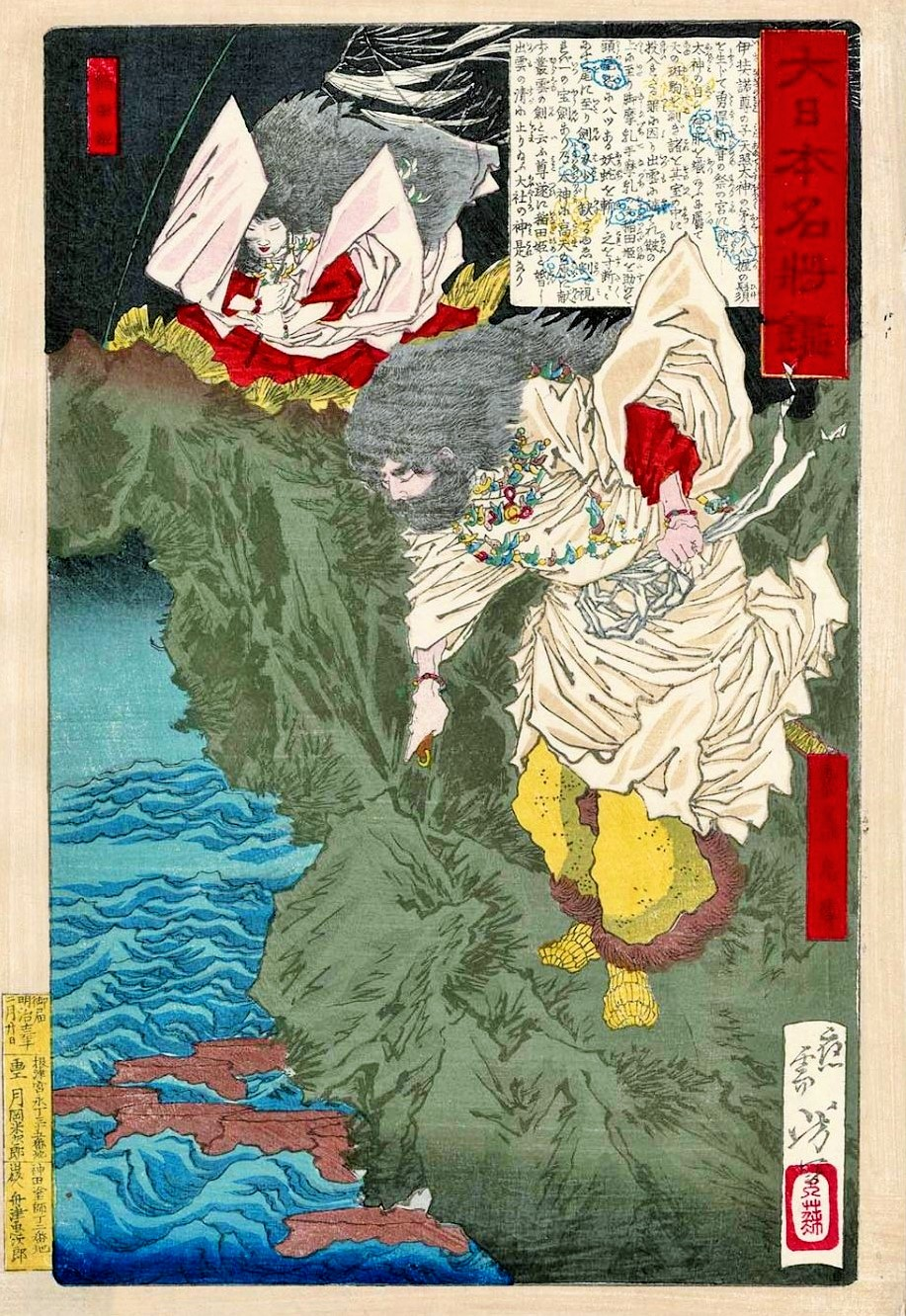
素戔嗚尊と稲田姫。姫の名は仁多郡横田村にあった稲田という地名が由来とされる

2005年、仁多町と合併し奥出雲町となった。

## 歴史
- 1889年（明治22年）4月1日 - 町村制の施行により、横田町・横田村・中村・稲原村の区域をもって横田村が発足。
- 1937年（昭和12年）12月12日 - 横田尋常小学校校庭にて木次線全通式典が開催[2]。
- 1941年（昭和16年）7月1日 - 横田村が町制施行して横田町となる。
- 1957年（昭和32年）9月20日 - 鳥上村・馬木村・八川村と合併して斐上町が発足。同日横田町（第1次）廃止。
- 1958年（昭和33年）11月1日 - 斐上町が改称して横田町（第2次）となる。
- 2005年（平成17年）3月31日 - 仁多町と合併して奥出雲町が発足。同日横田町廃止。

## 教育

### 幼稚園
- 横田町立横田幼稚園
- 横田町立八川幼稚園
- 横田町立鳥上幼稚園
- 横田町立馬木幼稚園

### 保育園
- 横田町立横田保育所
- 横田町立馬木保育所

### 小学校
- 横田町立横田小学校
- 横田町立八川小学校
- 横田町立鳥上小学校
- 横田町立馬木小学校

### 中学校
- 横田町立横田中学校

### 高等学校
- 島根県立横田高等学校

現在は横田町立のものは奥出雲町立となっている。

## 交通

### 鉄道
- 木次線:三井野原駅、出雲坂根駅、八川駅、出雲横田駅

### 高速道路
町内を走る高速道路はない。

### 国道
- 国道314号

### 県道
- 主要地方道
  - 島根県道15号横田多里線
  - 島根県道49号上阿井八川線

- 一般県道
  - 島根県道110号横田高野線（現・島根県道110号奥出雲高野線）
  - 島根県道107号横田伯南線
  - 島根県道108号印賀横田線（現・島根県道108号印賀奥出雲線）
  - 島根県道156号木次横田線
  - 島根県道258号草野横田線
  - 島根県道270号下横田出雲三成停車場線

## 河川・山岳

### 河川
- 斐伊川

### 山岳
- 吾妻山
- 船通山
- 烏帽子山